# Alijetet
Alijetet u jezikoslovlju označava obilježje nekog jezika ili jezičnog sustava koje je se ne nalazi ni u jednom drugom jeziku, odnosno jezičnom sustavu.
Naziv je skovao Žarko Muljačić 1970. godine kao opreku pojmu alteritet. U hrvatskom jezikoslovlju pojmove alijetet i alteritet popularizirao je Milan Moguš 1977. godine u svojoj monografiji Čakavsko narječje u kojoj koristi pojmove alijeteta i alteriteta za razlikovanje čakavskog i štokavskog narječja.

## Primjeri
Zamjenica ča je alijetet čakavskog narječja, odnosno nalazimo ju samo u čakavskim govorima.